# Ausgabe (Zeitschrift)
Ausgabe war ein von Armin Hundertmark zwischen 1976 und 1983 in Berlin und Köln herausgegebenes, unregelmäßig erscheinendes avantgardistisches Literatur- und Kunstmagazin.
Weitere herausgeberische Mitarbeiter waren Ludwig Gosewitz, Dietmar Kirves und Brigitte Roberts.

## Erscheinungsweise
Die Ausgabe erschien im Ausgabe-Verlag Berlin für die Nr. 1, Mai 1976; Nr. 2, Sept. 1976; Nr. 3,1978; Nr. 4, 1979, Nr. 5, Nov. 1980 (in Köln); Nr. 6, 1982; Nr. 7(1983/84), Oktober 1983. Damit stellte sie ihr Erscheinen ein. Zuletzt hatte sie eine Auflage von 600 Exemplaren. Die kartonierten Hefte umfassten zwischen 120 und 160 Seiten im Format DIN A5. Einige Hefte enthielten Künstlerpostkarten.
Die Zeitschrift war nicht selbsttragend. Finanziert wurde sie durch zusätzliche auf 20 Exemplare limitierte Extra-Ausgaben mit signierten Originalarbeiten wie Zeichnungen und Collagen einiger der Beiträger.

## Konzept
Die Ausgabe bildete ein internationales Forum für Arbeiten von Fluxuskünstlern, der Konkreten Poesie, der Visuellen Poesie und der Konzeptkunst. Neben den häufig kurzen Texten enthielt sie einen hohen Anteil grafischer Werke in Schwarz-Weiß. Heft 4, 1979, enthält eher thematisch „Bildgeschichten“ oder „Textbilder“, ein Zwischengebiet der visuellen Poesie, jedoch nicht im Sinne von illustrierten Geschichten oder beschriebenen Bildern.
Sie verstand sich nicht auf die Berliner, Kölner oder deutsche Kunstwelt beschränkt, sondern suchte in der Auswahl der Autoren und Künstler die Internationalität. Kunstgeschichtlich umfasste sie einen Rahmen von rund 20 Jahren Avantgarde. Die Beiträger gehörten teilweise direkt zu den in der von Armin Hundertmark 1970 in Berlin gegründeten Edition Hundertmark vertretenen Künstlern des Fluxus.

## Autoren und Künstler
|  |  |  |  | - Eric Andersen - Christian Ludwig Attersee - Bernhard Johannes Blume - Claus Böhmler - Rudolf Bonvie - Vladimír Boudník - George Brecht - Günter Brus - Hans Jürgen Bulkowski - Henri Chopin - Carlfriedrich Claus - Philip Corner - G. J. de Rook - Pieter Engels - Henry Flynt - Henri Gaudier-Brzeska | - Jochen Gerz - Ludwig Gosewitz - Al Hansen - Birgit Hein - Dick Higgins - Antonius Höckelmann - Davi Det Hompson - Taka Iimura - Marcel Janco - Joe Jones - Mauricio Kagel - Per Kirkeby - Dietmar Kirves - Milan Knížák - Alison Knowles - Arthur Køpcke | - Tesumi Kudo - Boris Lurie - Herbert Molderings - Hermann Nitsch - Ladislav Novák - Peter Pick - Bern Porter - Karin Pott - Egon Prantl - Lutz Rathenow - Harold Rosenberg - Dieter Roth - Gerhard Rühm - Takako Saito - Hella Santarossa - Konrad Balder Schäuffelen | - Margot Schliwa - Tomas Schmit - Dieter Schwarz - Andreas Seltzer - Paul Sharits - Henryk Stażewski - Dominik Steiger - Johannes Stüttgen - Henry Tauber - Andrea Tippel - Endre Tót - Jiři Valoch - Inez Vandeghinste - Stefan Wewerka - Gottfried Wiegand - Emmett Williams |